# Thomas Gold
Thomas Gold (Viena, 22 de mayo de 1920-Ithaca, 22 de junio de 2004), también conocido como Tommy Gold, fue un astrofísico austriaco. Ejerció como profesor de astronomía en la Universidad Cornell y fue miembro de la Academia Nacional de las Ciencias de Estados Unidos. Gold, junto con Hermann Bondi y Fred Hoyle, hizo avances en el entendimiento de la cosmología durante la década de 1950 mediante la proposición de la controvertida teoría del estado estacionario.

## Vida
Originario de Austria, fue educado en la Universidad Zouz, en Suiza y en el Trinity College de Cambridge. Su familia se trasladó a Berlín en 1930 pero, dada la ascendencia judía del padre, decidieron escapar de la Alemania nazi en 1933 para instalarse en Londres. A comienzos de la Segunda Guerra Mundial fue considerado enemigo extranjero y recluido en un campo de internamiento de Canadá. Allí conoció a Hermann Bondi. Una vez liberado, trabajó con Bondi y Fred Hoyle en radares. Luego, los tres extenderían su campo de estudio a la astrofísica. Juntos desestabilizaron los dogmas existentes con sus teorías no ortodoxas sobre la naturaleza del cosmos. Tiempo después trabajó en el Observatorio de Greenwich, en Herstmonceaux, Sussex, Inglaterra y en la Universidad Harvard, Estados Unidos.
A comienzos de 1959, la Universidad Cornell le ofreció la oportunidad de formar una unidad interdisciplinaria para la investigación espacial y radiofísica, y tener a su cargo el Departamento de Astronomía. Gold aceptó y se mantuvo en el puesto hasta su jubilación en 1986. También trabajó como asesor científico de la NASA durante las misiones Apolo.
Gold se casó dos veces, con Merle Tuberg en 1947 y con Carvel Beyer en 1972. Tuvo tres hijas de su primer matrimonio y una del segundo. Murió a los 84 años de edad.

## Astrofísica
Gold llevó a cabo investigaciones sobre cosmología y campos magnéticos, y acuñó el término magnetosfera para los campos magnéticos estelares y de la Tierra. Junto con Bondi, desarrolló la teoría del estado estacionario. Poco tiempo después del descubrimiento de los púlsares, en 1968, Gold y Hoyle identificaron correctamente estos objetos como estrellas de neutrones que rotan rápidamente y con intenso campo magnético.
Durante varios años Gold propulsó la idea que una gruesa capa de polvo podría cubrir gran parte de la superficie lunar. Su opinión influyó en el diseño de las naves para el aterrizaje lunar del Programa Surveyor, llevado adelante por Estados Unidos.
En 1985 ganó la Medalla de oro de la Real Sociedad Astronómica de Londres.

## Origen del petróleo
Gold adquirió fama por su paper de 1992 "The Deep Hot Biosphere", publicado por la Academia de Ciencias de Estados Unidos en su revista Proceedings of the National Academy of Sciences. Allí presentó un controvertido punto de vista sobre el origen del carbón, petróleo crudo y depósitos de gas.
La teoría sugiere que el carbón y los depósitos de petróleo son producidos a través de la fuerza tectónica, más que de la descomposición de fósiles. En 1999 publicó un libro con el mismo título, en el cual expandía los argumentos del paper e incluía especulaciones sobre el origen de la vida.
Gold ha sido acusado de plagiar la teoría abiogénica de geólogos soviéticos que ya la habían publicado en la década de 1950. Aunque más tarde dio crédito a las investigaciones soviéticas, reclamó que él había sido el primero en publicar un paper en 1979 sobre teoría abiogénica sin citar literatura soviética sobre el tema. Los defensores de Gold mantenían que esos cargos eran infundados: ellos decían que, después de formular sus opiniones sobre el petróleo en 1979, comenzó a encontrar las investigaciones mencionadas y a traducirlas. Gold estaba decepcionado de que sus ideas no fueran originales y a la vez, fascinado, ya que la independencia en la formulación de la misma idea agregaba peso a la hipótesis. Ellos insistían en que Gold siempre había dado crédito al trabajo soviético una vez que estuvo enterado del tema.
Sin embargo, investigaciones recientes han demostrado que las bacterias viven a profundidades mayores a las estimadas. Aunque esto no alcanza para probar la teoría de Gold, brinda mayores argumentos.

«Hydrocarbons are not biology reworked by geology (as traditional view would hold), but rather geology reworked by biology.»

«Los hidrocarburos no son biología modificada por la geología (como el punto de vista tradicional sostiene), sino más bien geología modificada por la biología.»